# はじまりのメロディ
「はじまりのメロディ」は、日本の女性アイドルグループさんみゅ〜の楽曲。当楽曲はさんみゅ〜の7枚目のシングルとして2015年3月18日にポニーキャニオンから発売された。オリコンCDシングルウィークリーランキング9位、デイリーランキングでは4位を獲得。

## 楽曲
さんみゅ〜はデビュー以降「80年代王道アイドルサウンド」という方針で楽曲をリリースしており、これを継承しつつ勢いのある、力強い楽曲。

## パフォーマンス、プロモーション
2015年1月17日、草月ホールでの単独ライブにて初披露。 発売に先駆けCDプレス工場を見学、出来上がったばかりのCD123枚に直筆サインを入れている。
全国各地でリリースイベントを開催。発売日である2015年3月18日にマルイシティ渋谷で開催されたリリースイベントでは、同店の全面改装が決まっていることから、メジャーデビュー以来全てのシングルでリリースイベントを開催してきたことに対して、マルイ渋谷スタッフから感謝のメッセージを受け取っている。
レギュラーを務める配信番組「週間わちゃわちゃ通信」ではデイリーランキングおよびウィークリーランキングのランクインを自身で発表した 。

## シングル収録トラック
| #         | タイトル                                | 作詞      | 作曲       | 編曲       | 時間  |
| --------- | --------------------------------------- | --------- | ---------- | ---------- | ----- |
| 1.        | 「はじまりのメロディ」                  | 美音子    | 木之下慶行 | 三井真一   | 4:46  |
| 2.        | 「恋のプラットフォーム」                | 坂井竜二  | 中畑丈治   | 木之下慶行 | 4:07  |
| 3.        | 「はじまりのメロディ(Instrumental)」    |           |            |            | 4:46  |
| 4.        | 「恋のプラットフォーム (Instrumental)」 |           |            |            | 4:06  |
| 合計時間: | 合計時間:                               | 合計時間: | 合計時間:  | 合計時間:  | 17:47 |

| #         | タイトル                             | 作詞      | 作曲       | 編曲      | 時間  |
| --------- | ------------------------------------ | --------- | ---------- | --------- | ----- |
| 1.        | 「はじまりのメロディ」               | 美音子    | 木之下慶行 | 三井真一  | 4:46  |
| 2.        | 「Cherry on top」                    | KOUTAPAI  | KOUTAPAI   | KOUTAPAI  | 3:36  |
| 3.        | 「はじまりのメロディ(Instrumental)」 |           |            |           | 4:46  |
| 4.        | 「Cherry on top (Instrumental)」     |           |            |           | 3:36  |
| 合計時間: | 合計時間:                            | 合計時間: | 合計時間:  | 合計時間: | 16:15 |

| #         | タイトル                                  | 作詞      | 作曲       | 編曲      | 時間  |
| --------- | ----------------------------------------- | --------- | ---------- | --------- | ----- |
| 1.        | 「はじまりのメロディ」                    | 美音子    | 木之下慶行 | 三井真一  | 4:46  |
| 2.        | 「午前零時〜偽りのLove〜」                | 藤末樹    | 藤末樹     | 藤末樹    | 4:55  |
| 3.        | 「はじまりのメロディ(Instrumental)」      |           |            |           | 4:46  |
| 4.        | 「午前零時〜偽りのLove〜 (Instrumental)」 |           |            |           | 4:54  |
| 合計時間: | 合計時間:                                 | 合計時間: | 合計時間:  | 合計時間: | 19:24 |

## リリース日一覧
| 地域 | リリース日    | レーベル         | 規格                   | カタログ番号                |
| ---- | ------------- | ---------------- | ---------------------- | --------------------------- |
| 日本 | 2015年3月18日 | ポニーキャニオン | デジタル・ダウンロード | -                           |
| 日本 | 2015年3月18日 | ポニーキャニオン | マキシシングル+DVD     | PCCA-04180（限定盤/TYPE-A） |
| 日本 | 2015年3月18日 | ポニーキャニオン | マキシシングル+DVD     | PCCA-04181（限定盤/TYPE-B） |
| 日本 | 2015年3月18日 | ポニーキャニオン | マキシシングル         | PCCA-70431（限定盤/TYPE-C） |
| 日本 | 2015年3月18日 | ポニーキャニオン | マキシシングル         | PCCA-70432（通常版）        |